# 2022年冬季残疾人奥林匹克运动会挪威代表团
2022年冬季残疾人奥林匹克运动会挪威代表团是挪威派出的2022年冬季残疾人奥林匹克运动会代表团。获得4枚金牌、2枚银牌和1枚铜牌。